# Niżnia Pyszna Polana
Niżnia Pyszna Polana – polana w Dolinie Pyszniańskiej w Tatrach Zachodnich, u podnóży Babiego Grzbietu. Znajduje się na dnie tej doliny, na wysokości około 1260 do 1300 m, pomiędzy Babim Potokiem i Pyszniańskim Potokiem. Dawniej nazywana była też Szałasiskami i znajdowały się na niej pasterskie budowle. Nieco poniżej tej polany znajdowało się należące do PTT schronisko na Pysznej. Zostało przez Niemców spalone podczas II wojny światowej.
Nieco powyżej Niżniej Pysznej Polany znajduje się Wyżnia Pyszna Polana, a poniżej polana Młyniska. Wszystkie wchodziły w skład Hali Pysznej. Obecnie znajdują się na niedostępnym dla turystów obszarze ochrony ścisłej „Pyszna, Tomanowa, Pisana” i są już silnie zarośnięte lasem.